# Gewoon stapelbekertje
Gewoon stapelbekertje (Cladonia cervicornis) is een korstmossoort uit de familie Cladoniaceae. Het leeft in symbiose met de alg Trebouxioid.

## Determinatie
Het primaire thallus bestaat uit forse, zodevormende, geelgroene grondschubben die vaak gedeeltelijk bruin zijn aangelopen. Ze zijn opstijgend en bereiken een lengte tot 1,2 cm. Aan het einde gaan ze omhoog en buigen ze terug. De onderzijde is witachtig. Sorediën ontbreken. De podetiën zijn bekervormig, gemarmerd grijsgroen en hebben eveneens geen sorediën. Aan de randen van de bekers zitten vaak bruine tot zwarte, puntvormige pycnidiën. De bekers spruiten in het midden en kunnen maximaal zeven etages vormen. De apotheciën verschijnen zelden; deze zijn bruin van kleur.
De kenmerkende kleurreacties van de grondschubben zijn K− (of K+ iets gelig aan de rand) en P+ oranjerood. De podetiën reageren eveneens K− maar P+ rood.

### Gelijkende taxa
Gewoon stapelbekertje wordt veel verward met andere soorten uit het geslacht Cladonia. De soort lijkt vooral op stuifzandstapelbekertje, die dezelfde podetiën heeft, maar kleinere schubben heeft die minder diep zijn ingesneden en niet inkrullen. Ook lijkt gewoon stapelbekertje op slank stapelbekertje; de laatstgenoemde soort heeft echter slankere podetiën met maximaal twee etages en is bovendien P+ geel.

## Ecologie
Gewoon stapelbekertje is een terrestrische pioniersoort van zure, oligotrofe milieus waaronder vooral zandverstuivingen, open dwergstruwelen en zure pioniergraslanden. Zelden verschijnt de soort ook in verdroogd hoogveen.

## Verspreiding
Gewoon stapelbekertje is in Nederland vrij algemeen. Het staat niet op de Nederlandse Rode Lijst en is niet bedreigd.

## Taxonomie
De soort werd in 1799 voor het eerst beschreven door Zweeds lichenoloog Erik Acharius als Lichen cervicornis. Julius von Flotow bracht het in 1849 over naar het geslacht Cladonia.